# بيل بينيت
بيل بينيت (بالإنجليزية:Belle Bennett) (مواليد 22 أبريل 1891 - وفيات 4 نوفمبر 1932). ممثلة سينمائية ومسرحية واستعراضية أمريكية في عصر السينما الصامتة.

## روابط خارجية
- بيل بينيت على موقع IMDb (الإنجليزية)
- بيل بينيت على موقع ألو سيني (الفرنسية)
- بيل بينيت على موقع أول موفي (الإنجليزية)
- بيل بينيت على موقع قاعدة بيانات برودواي على الإنترنت (الإنجليزية)
- بيل بينيت على موقع قاعدة بيانات الأفلام السويدية (السويدية)
- بيل بينيت على موقع قاعدة بيانات الفيلم (الإنجليزية)
- بيل بينيت على موقع كينوبويسك (الروسية)
- بيل بينيت على موقع فايند أغريف
- Belle Bennett profile, virtual-history.com